# 저스틴 아일러스

저스틴 아일러스(독일어: Justin Eilers, 1988년 6월 13일 ~ )는 독일의 축구 선수이다. 현재 소속팀은 할레셔 FC이며, 주로 오른쪽 윙어와 스트라이커 포지션에서 활약한다.

## 클럽 경력
아일러스는 그의 고향 클럽인 아인트라흐트 브라운슈바이크의 유스팀에서 선수 생활을 시작했다. 그의 첫번째 프로 경기는 2008년 9월 13일 키커스 오펜바흐와의 경기였다. 브라운슈바이크와의 계약이 만료된 이후 VfL 보훔 II로 이적했으나, 끝내 1군 스쿼드에 드는데는 실패했다. 이후 고슬라르 SC VfL 볼프스부르크 II를 거쳐 그러다 2014년 디나모 드레스덴으로 이적했고, 3. 리가 소속이던 2015-16시즌에는 38경기에 출장해 23골 7도움을 기록하면서 팀의 우승을 이끌었다. 이 활약을 바탕으로 2016년 분데스리가의 베르더 브레멘으로 이적한다.

## 수상 경력
- 3. 리가 Player of the Season : 2016
- 3. 리가 득점왕 : 2016